# 阮陈庆云
阮陈庆云（1995年2月25日—），是来自越南的女模特。她曾荣获2020年越南环球小姐冠军，並代表越南参加了2020年环球小姐选美比赛，止步于前21名的半决赛。

## 影视作品

### 电视剧
- Bệnh viện thần ái 饰演 Ha护士